# Adyton

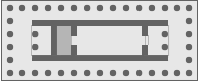
Adyton van een peripteros.

Adyton (Oudgrieks: ἄδυτον / ádyton - « het ontoegankelijke »; Latijn: adytum) is het ontoegankelijke allerheiligste van de naos van een Oud-Griekse tempel (of de cella van een Romeinse tempel). Het was vaak gereserveerd voor specifiek religieuze functies.
Het ging hierbij vaak om een kleine ruimte achter in de naos, of ingevoegd in de naos, maar het kon ook een ondergrondse (men spreekt dan ook wel van een crypte) of op een podium verheven ruimte zijn.
In verscheidene antieke tempels, in het bijzonder die van orakel- of genezende godheiden, was het allerheiligste met het cultusbeeld van de godheid van de hoofdruimte van de tempel afgescheiden en mocht slechts door priesters of acolieten worden betreden. Het bekendste adyton is waarschijnlijk dat van de Apollon-tempel te Delphi (ca. 2,74 x 3,65 m), waarin de Pythia op een drievoet zittend de orakelspreuken van de god verkondigde, die vervolgens door priesters voor de vragende gelovigen werden vertaald. Adyta werden eveneens in andere tempels van deze godheid aangetroffen, zoals te Bassae, Claros en Delos. Ook Nyx gaf orakels in grotten of adyta.
In tegenstelling tot het Griekse moederland, waar het adyton slechts in archaïsche tempels voorkwam, was het bij de Griekse tempels op Sicilië ook in de klassieke periode nog wijd verspreid (bijvoorbeeld de tempels van Selinunte).
Vaak werd adyton als synoniem voor abaton gebruikt. In de archeologie wordt de term ook gebruikt om soortgelijke ruimtes aan te duiden bij andere culturen, zoals bij Egyptische tempels.